# Pseudocotalpa giulianii
Pseudocotalpa giulianii là một loài bọ cánh cứng thuộc họ Scarabaeidae. Nó là loài đặc hữu của Hoa Kỳ.